# Terra (Obrint Pas)
Terra è il secondo album degli Obrint Pas, pubblicato nel 2002.

## Tracce
1. No hem oblidat "Non abbiamo dimenticato"
2. Respecte "Rispetto"
3. Sense Terra "Senza Terra"
4. Mes Lluny "Più lontano"
5. Fuster "Fuster" (omaggio a Joan Fuster)
6. Ara "Adesso"
7. Des De La Nit "Dalla notte"
8. Avui dom Ahir "Oggi come ieri"
9. Lluny D'aqui "Lontano da qui"
10. La Marxa "Oggi come ieri"
11. Trets Al Cor "Tiri al cuore"
12. Del Sud "Dal sud"
13. El Cant dels Maulets "Il Canto di Maulets"